# 한국청소년영화제
한국청소년영화제는 1998년 최초로 '청소년영화제'를 개최하였으며, 대한민국의 청소년영화제에서 가장 오랜 역사를 자랑하고 있다.
'한국청소년영화제'에 전국의 많은 청소년들이 직접 제작한 영상을 공모함으로써 청소년들에게 영화인으로서의 꿈과 자긍심을 제공하고 있으며, 직접 제작한 영상을 통해 미래 영상 인재의 조기 발굴 및 육성과 더불어, 나아가 청소년 문제의 치유와 해결 대안을 제시하는 교류와 공감의 장을 마련하고 있다.
사단법인 맥지청소년사회교육원이 주최하며 한국청소년영화제 조직위원회 / 집행위원회가 주관한다.

## 영화제 역사
- 1회(1999년)
- 2회(2000년)
- 3회(2001년)
- 4회(2002년)
- 5회(2003년)
- 6회(2004년)
- 7회(2005년)
- 8회(2006년)
- 9회(2007년)
- 10회(2008년)
- 11회(2009년)
- 12회(2010년)
- 13회(2011년)
- 14회(2012년)
- 15회(2013년)
- 16회(2014년)
- 17회(2015년)
- 18회(2016년)
- 19회(2017년)
- 20회(2018년)
- 21회(2019년)
- 22회(2020년)
- 23회(2021년)
- 24회(2022년)
- 25회(2023년) - 2023년 10월 7일(토) ~ 10월 9일(월), 광주광역시 충장22 (광주광역시 동구 충장로22번길 2)